# فضل شناعة
فضل شناعة هو مصور فلسطيني عمل لحساب رويترز. في 16 أبريل، 2008 قتل هو وثمانية فلسطينيين آخرين تتراوح أعمارهم بين 12-20 عاما. قتلتهم قوات إسرائيلية. لاحقا برأت محكمة إسرائيلية فريق المدرعة الإسرائيلية المسئول عن مقتل فضل شناعة.
ولد فضل شناعة في خان يونس جنوب قطاع غزة عام 27/3/1984  وعمل مصور لوكالة رويترز الأخبارية العالمية استشهد في منطقة جحر الديك يوم 16 أبريل 2008